# Glagah (Pakuniran)
Glagah is een bestuurslaag in het regentschap Probolinggo van de provincie Oost-Java, Indonesië. Glagah telt 4036 inwoners (volkstelling 2010).